# فومییا ایوامارو
فومییا ایوامارو (انگلیسی: Fumiya Iwamaru؛ زادهٔ ۴ دسامبر ۱۹۸۱) بازیکن فوتبال اهل ژاپن است.
از باشگاه‌هایی که در آن بازی کرده‌است می‌توان به باشگاه فوتبال ویسل کوبه، باشگاه فوتبال آویسپا فوکوئوکا، و باشگاه فوتبال جوبیلو ایواتا اشاره کرد.